# Бурлачков, Георгий Николаевич
Георгий Николаевич Бурлачков — советский хозяйственный, государственный и политический деятель, Герой Социалистического Труда.

## Биография
Родился в 1916 году в деревне Горшково. Член КПСС.
С 1933 года — на хозяйственной, общественной и политической работе. В 1933—1956 гг. — агроном в Дорогобужском районе Западной/Смоленской области, участник Великой Отечественной войны, управляющий отделением конного завода № 33 Ново-Кубанского района Краснодарского края, председатель колхоза имени Калинина Восточного сельского Совета, колхоза «Заветы Ленина» в селе 3-я речка Кочеты Усть-Лабинского района Краснодарского края.
Указом Президиума Верховного Совета СССР от 17 мая 1952 года присвоено звание Героя Социалистического Труда с вручением ордена Ленина и золотой медали «Серп и Молот».
Умер в селе Суворовском в 1986 году.